# Хегедушич, Крсто
Крсто Хегедушич (хорв. Krsto Hegedušić; 26 ноября 1901, Петриня, Сисацко-Мославинская жупания — 7 апреля 1975, Загреб) — хорватский художник и университетский преподаватель. Один из основателей прогрессивного художественного объединения «Zemlja» и создатель «Сельской художественной школы в Хлебине», известной как «Хлебинская школа».

## Биография
Крсто Хегедушич родился в городе Петриня, однако большую часть своего детства он провёл в родном для его отца селе Хлебине. В 1910 году семья Хегедушичей переехала в Загреб, где спустя десять лет Крсто окончил гимназию, а ещё через шесть лет получил художественную специальность в Академии изящных искусств Загребского университета. В 1929 году он стал одним из создателей и лидеров левоориентированной культурной организации «Zemlja».
Время от времени он жил в Хлебине, где в 1930 году обратил внимание на рисунки молодых крестьян-самоучек Франьо Мраза и Ивана Генералича, и начал обучать их искусству живописи. Увлечённый поисками новых идей Хегедушич решил поставить эксперимент, подтверждающий, что талант не зависит от происхождения. Так появилась «Хлебинская художественная школа». В 1931 году работы крестьянских самоучек впервые приняли участие в выставке группы «Zemlja» в Загребе. В 1929-39 годах Хегедушич участвовал в издании левых журналов. За участие в социалистических демонстрациях несколько раз был арестован. В 1941 году он был заключен в концлагерь в Госпиче, откуда ему удалось вернуться благодаря усилиям друзей. С 1937 года Хегедушич был преподавателем и профессором Академии художеств Загребского университета, а с 1950 года стал основателем и руководителем её Школы мастеров. Также, с 1957 года, он занимал пост директора Института графики Югославской академии науки и искусства.
Крсто Хегедушич участвовал во многих известных международных выставках, представляя современное искусство Югославии. Отмечен множеством наград за своё творчество. Его работы находятся в Национальном музее современного искусства, Загреб; Музее современного искусства, Риека; Музее современного искусства, Дубровник; Музее современного искусства, Белград; Художественном музее Черногории, Цетинье; Музее современного искусства, Скопье; Современной галерее Тейт (Tate Modern), Лондон; Музее современного искусства, Сан-Паулу (Бразилия); Муниципальном музее Гааги.
Активно участвовал в принятии решения и дальнейшем строительстве Галереи наивного искусства в Хлебине.
В 1987 году в память о художнике в его родном городе Петрине была открыта названная в его честь галерея. В ходе землетрясения 2020 года галерея была частично разрушена, из-за опасности повторных толчков, Министерство культуры Хорватии приняло решение об эвакуации сохранившихся полотен Хегедушича из Петрини в Сисак.

## Творчество
Крсто Хегедушич работал во многих техниках (от рисунка до настенной росписи) и форматах, начиная от небольших виньеток и малых картин на стекле до больших многофигурных полотен с жанровыми сценами из крестьянской и социальной тематики, в пейзаже и портрете. Искал свое вдохновение в фламандской живописи, реализме, отлично усвоил приёмы экспрессионизма, кубизма, фовизма, сюрреализма, позже увлекался поп-артом и абстрактным искусством.
Хегедушич тяготел к экспериментам и поиску оригинальных и, в то же время простых изобразительных решений, что в принципе лежит в основе его увлечения «примитивизмом». Он искал свой национальный и самобытный колорит в изображении социальной тематики (ближе по выражению одного из критиков, к творчеству Франсиско Гойи). Не принял и в последующем, неоднократно критиковал искусство соцреализма.
В своих ранних рисунках он запечатлел мир отверженных слоёв населения: безработных, нищих и крестьян-бедняков. Помимо этого, в его работах периода 1920-30-х годов преобладала тема хорватской деревни и её быта. Жанровые сцены были выполнены в манере, близкой искусству примитивизма: локальная раскраска без моделировки объёма цветом, грубоватый рисунок, обобщающий форму и силуэт, подчёркнутая декоративность композиционного решения: «Было нас пятеро в клети», «Нищие из Сигетеца» (1927). В дальнейшем в творчестве Хегедушича усилились черты социальной критики. В картине «Реквизиция» (1929) показана деревня, в которой власти жестоко расправляются с крестьянами. Наиболее известными работами Хегедушича в этот период стали: «Престольный праздник в Молве», «Весна» (1930); «Наводнение» (1932), «Юстиция» (1934) и «Ярмарка в Копривнице».
В серии из 34 рисунков, изданных в 1933 году в Загребе под названием «Подравские мотивы», Хегедушич изобразил современную для него нищую хорватскую деревню и убогий быт городской окраины. Здесь он прибегнул к гротеску, программному антиэстетизму, используя нарочито грубый, угловатый рисунок, соответствующий запечатлеваемым образам. Предисловие к сборнику, вызвавшему большие дискуссии и споры, написал Мирослав Крлежа, писатель имя которого связывают с началом возрождения хорватской литературы в 30-е годы XX века.
В послевоенные годы Хегедушич остался верен своей прежней живописной манере, несмотря на смену тематики для многих его картин. Значительное место занимает отражение тягостных впечатлений оккупационных лет в таких работах как: «Мертвые воды» (1956); «Охранники концлагеря» (1957); «Лагерный транспорт» (1963). В других произведениях нарастают ноты пессимизма — «Ненастье» (1955); «Засуха», 3 варианта (1957, 1959, 1961) и чувства одиночества и неприкаянности во враждебном мире «Двор» (1958).
В 1971—1973 годах он работал над циклом фресок для военного мемориала «Долина Героев» близ деревни Тьентиште, посвящённого битве на Сутьеске

Помимо этого, он занимался иллюстрированием книг и созданием балетных и театральных декораций.